# 윤종필
윤종필(尹鍾畢, 1953년 10월 20일~)은 국군간호사관학교 교장을 역임하였고, 20대 새누리당 비례대표 국회의원으로 선출되었다.
2006년 1월에 준장으로 진급하면서 대한민국 여군 사상 3번째 장성급 장교가 되었으며 이후 2009년 육군 준장 예편한 그녀는 양승숙, 이재순, 박순화 등과 아울러 2000년대 대한민국 여성 간호장교 출신 장군 1세대 가운데 한 사람으로 일컬어진다.

## 학력
- ~1976년: 국군간호사관학교 졸(17기)
- ~1978년: 육군보병학교 졸
- ~1981년: 육군포병학교 졸
- ~1983년: 국방대학교 행정학사
- ~1992년: 성균관대학교 경영학과 학사
- ~1996년: 동국대학교 행정대학원 행정학 석사

## 경력
- 1997년 7월~2001년 7월: 국군간호사관학교 교수부 부장
- 2001년 7월~2003년 12월: 국방부 보건과 건강증진담당
- 2003년 12월~2005년 11월: 국군의무사령부 의료관리실 실장(대령)
- 2005년 11월~2007년 12월: 제20대 국군간호사관학교 교장(준장)
- 2007년 12월~2008년 2월: 대한간호협회 부이사장
- 2008년 2월~2014년 2월: 대한간호협회 이사장(직위 재직 중 2009년 3월 20일 육군 준장 예편)
- 2009년 8월~2014년 8월: 한남대학교 국방전략대학원 예우교수
- 2009년 4월~2015년 4월: 대한민국재향군인회 이사
- 2009년 12월~2015년 12월: 청소년흡연·음주예방협회 회장
- 2013년 5월~2016년 5월: 국군간호사관학교 총동문회 회장
- 2016년 5월~2017년 2월: 20대 새누리당 국회의원(비례대표)
- 2016년 6월~2018년 5월: 제20대 국회 전반기 보건복지위원회 위원
- 2016년 6월~2018년 5월: 제20대 국회 전반기 여성가족위원회 간사
- 2016년 6월~2017년 2월: 새누리당 여성가족 정책조정위원회 위원장
- 2016년 6월~2016년 12월: 새누리당 청년소통특별위원회 위원
- 2016년 7월~2017년 6월: 제20대 국회 전반기 저출산고령화대책 특별위원회 위원
- 2016년 8월~2016년 12월: 새누리당→자유한국당 저출산고령화대책 특별위원회 위원
- 2017년 2월~2020년 5월: 20대 자유한국당 국회의원(비례대표)
- 2017년 2월~2018년 6월: 자유한국당 여성가족 정책조정위원회 위원장
- 2017년 3월~2017년 7월: 자유한국당 중앙여성위원장
- 2017년 2월~2018년 9월: 자유한국당 경기도당 성남 분당갑 당협위원장
- 2017년 6월~2017년 12월 : 자유한국당 국민속으로 위원회 아이 잘 키우기 분과위원장
- 2017년 9월~2018년 6월 : 자유한국당 북핵위기대응특별위원회 위원
- 자유한국당 경기도당 고령화사회대책위원장
- 2018년 1월~2020년 2월 : 자유한국당 중앙직능위원회 사회복지분과 위원장
- 2018년 3월~2020년 2월 : 자유한국당 북핵폐기추진특별위원회 위원
- 2018년 7월~2020년 5월 : 제20대 국회 후반기 여성가족위원회 위원
- 2018년 7월~2020년 5월 : 제20대 국회 후반기 보건복지위원회 위원
- 자유한국당 경기도당 윤리위원장
- 2018년 12월~2020년 2월 : 자유한국당 경기도당 성남 분당(갑) 당협위원장
- 2019년 1월~2019년 2월 : 자유한국당 2.27 전대 선관위 준비위원
- 2019년 6월~2019년 9월 : 자유한국당 2020 경제대전환 위원회 지속가능한 복지 분과위원
- 2020년 2월 : 미래통합당 우한 폐렴 대책 태스크포스 위원
- 2020년 3월~2020년 5월: 미래한국당 당무위원
- 2021년 12월~2022년 1월: 국민의힘 살리는 선거대책위원회 직능총괄본부 직능지원단 여군지위향상지원본부장 겸 불교 지원본부 부본부장
- 2023년 5월 ~ : 재단법인 백선엽장군기념재단 자문위원 겸 백선엽장군기념사업회 이사

## 수상
- 2007년: 제41회 플로렌스 나이팅게일 기장
- 2008년: 보국훈장 천수장
- 2017년: 국회사무처 입법 및 정책개발 우수의원

## 역대 선거 결과
| 실시년도 | 선거   | 대수 | 직책     | 선거구   | 정당     | 득표수       | 득표율          | 순위          | 당락 | 비고 |
| -------- | ------ | ---- | -------- | -------- | -------- | ------------ | --------------- | ------------- | ---- | ---- |
| 2016     | 총선   | 20대 | 국회의원 | 비례대표 | 새누리당 | 7,960,272 표 | \| \| 33.50% \| | 비례대표 13번 |      | 초선 |
|          | 33.50% |      |          |          |          |              |                 |               |      |      |

## 같이 보기
- 한국의 플로렌스 나이팅게일 기장 수상자 목록